# روجرز ستيفنز
روجرز ستيفنز (بالإنجليزية: Rogers Stevens)‏ هو عازف قيثارة أمريكي، ولد في 31 أكتوبر 1970 في ويست بوينت في الولايات المتحدة.

## وصلات خارجية
- روجرز ستيفنز على موقع IMDb (الإنجليزية)
- روجرز ستيفنز على موقع ميوزك برينز (الإنجليزية)
- روجرز ستيفنز على موقع ديسكوغز (الإنجليزية)
- روجرز ستيفنز على موقع قاعدة بيانات الفيلم (الإنجليزية)